# フラッシュ 或る伝記
『フラッシュ 或る伝記』（フラッシュ あるでんき、原題: Flush: A Biography）は、1933年に出版されたヴァージニア・ウルフによるフィクションとノンフィクションの2つのジャンルを融合させた小説である。エリザベス・バレット・ブラウニングの飼い犬のコッカー・スパニエルの想像上の伝記という形式を取る。ウルフが『波』を完成させた後に書かれたこの作品は、ウルフが『オーランドー』（1928年）から始めて、『幕間』（1941年）でまた戻ることになる、英国史の想像による論評の1つである。

## 主題
犬の眼を通して見た都市生活のモダニスト的論評として一般的に読まれる。本作品は、一般に不自然と考えられる都市での生活様式への厳しい批判となっている。作品中でのエリザベス・バレット・ブラウニングの人物像はしばしば、女性作家としての地位の一部として（偽りのあるいは現実の）病気を患う（ウルフ自身のような）他の女性知識人に類似した人物として読むことができる。最も洞察力に富み、実験的なのは、フラッシュの思考中に言語化されたウルフの感情的、哲学的視点である。バレット・ブラウニングとより多くの時間を過ごすにつれて、フラッシュはバレット・ブラウニングと感情的にもスピリチュアル的にも結び付き、言語的障壁にもかかわらず双方が互いに理解し始める。フラッシュにとっては匂いが詩であるが、バレット・ブラウニングにとって詩は言葉なしには不可能である。『フラッシュ 或る伝記』において、ウルフは、言語によって作られた女性と動物との間に存在する障壁が象徴的行動によって克服されることを観察する。
本書は、その題材のため、ウルフのあまり真面目ではない芸術的試みの1つと見なされることが多かった。しかしながら、ウルフは、非人間の物の見方を試みるために独特の意識の流れの表現方法を使用する。所々、この短編はイヌにとっては通常では考えられないような量の見識（フラッシュは人間の社会階級について大体把握しているようにみえる。人間の社会階級は、フラッシュが高齢期に、より「民主的」になるにつれて、物語の中で反復的に批判される。）や路上で他のイヌと「会話」できることをフラッシュに許すことによってリアリズムと戯れる。またある時には、読者はフラッシュの限定的な知識から出来事を解釈すること余儀なくされる（フラッシュは紙の上の模様をめぐって動揺させられる飼い主を見て、彼女が恋していることを理解できない）。
ウルフは素材として、イヌについてのバレット・ブラウニングの2篇の詩（"To Flush, My Dog" および "Flush or Faunus"）と詩人で夫のロバート・ブラウニングとの公開された往復書簡を引用した。この素材から、ウルフは3つの水準で機能する伝記を作り上げた。1つは明白にイヌの生涯の伝記である。このイヌは主に飼い主の興味を引くので、本作品はエリザベス・バレットの人生で最も劇的な時代の印象主義的伝記でもある。この水準では、『フラッシュ』は主にバレット・ブラウニングの人生の恋愛に関わる伝説—謎の病気と溺愛するが暴君的な父親による幼少期の監禁、同じように才能を持つ詩人との情熱的な恋愛、永久に父親と疎遠になった駆け落ち（しかしこれによってバレット・ブラウニングはイタリアで幸せと健康を見つけることができた）—を要約する。3つ目の水準では、この本によってウルフは自身の主な主題の一部 —ロンドンの栄光と悲惨、ヴィクトリア朝の物の見方、階級差、「父親と暴君」によって虐げられている女性が自由を見出すやり方— に戻る機会を得る。
ウルフは表向きは、（フェミニズム、環境主義から階級闘争まで多岐に渡る）辛辣な社会批判としてイヌの生涯を用いている。

## 物語の筋の概要
この一風変わった伝記は、イヌのフラッシュが田舎で気ままに暮らしているところから、ブラウニング婦人に引き取られ、ロンドンで苦労し、牧歌的なイタリアで最後の日々を迎えるまでの、生涯を辿る。物語はフラッシュの血統をほのめかすことと、バレット・ブラウニングの無一文の友人であるメアリー・ラッセル・ミットフォードの家庭での誕生によって始まる。ウルフは、フラッシュがザ・ケネルクラブのガイドラインに適合していることを強調し、このガイドラインを本作品全体を通じて繰り返される階級差の象徴として使用している。エドワード・ブーヴェリ・ピュージの兄弟からの申し出を断わり、ミットフォードは当時ロンドンのウィンポール街にある家の奥の部屋で療養していたエリザベスにフラッシュを贈った。
フラッシュは、エリザベスがロバート・ブラウニングと出会うまで、制約はあるが幸せな生活を彼女と送る。バレット・ブラウニングの人生に恋愛が入ってくることで彼女の健康は大いに改善するが、忘れられたフラッシュは悲しみに打ちひしがれたまま放っておかれる。ウルフは、フラッシュの反抗未遂（すなわち、ブラウニングを噛もうとする試み）を描くために往復書簡から数節を引用している。
求婚のドラマは、フラッシュの誘拐によって妨害される。バレット・ブラウニングの買い物に同行している間に、フラッシュは泥棒によってさらわれ、近くのルーカリーのセントジャイルズに連れ去られた。このエピソードは実際に3度にわたりフラッシュが盗まれた事件を合体させたものである。フラッシュの盗難は、家族の反対を押し切って、バレット・ブラウニングが泥棒に6ギニーを支払ったことで終わる。このエピソードは、ウルフに、19世紀中頃のロンドンの貧困と、ロンドンの裕福な住人の多くの狭量な無関心さについて、詳細に熟考する機会を与えている。
救出後、フラッシュは飼い主の将来の夫と仲直りし、ピサとフィレンツェへと彼らに同行する。これらの章において、フラッシュ自身の経験はバレット・ブラウニングの経験と等しき描写される。これは、ウルフが、父親の支配から逃れたことによって活力を取り戻した元病人のテーマに共感を寄せるためである。バレット・ブラウニングの初めての妊娠と彼女のメイドであるリリー・ウィルソンの結婚が描写される。フラッシュ自身はイタリアの雑種犬の存在のもとでより平等主義者となっていることが表現される。
最後の数章で、ウルフはバレット・ブラウニングの父親の死後のロンドンへの帰還を描く。また彼女の夫と、妻のリソルジメントとスピリチュアリズムへの熱狂にも軽く触れる。実際、フラッシュの死はヴィクトリア朝の奇妙なノッキング・テーブル（交霊会の一種）趣味の観点から描写される: "He had been alive; he was now dead. That was all. The drawing-room table, strangely enough, stood perfectly still."。

## 邦訳版
- 柴田徹士・吉田安雄 訳「フラッシュ」『月曜日か火曜日・フラッシュ』英宝社、東京〈英米名作ライブラリー〉、1956年。doi:10.11501/1694429。
- 出淵敬子 訳『ある犬の伝記』晶文社、1979年。ISBN 978-4794940216。
- 出淵敬子 訳『フラッシュ 或る伝記』みすず書房、1993年。ISBN 978-4622045595。
  - 新書版: 出淵敬子 訳『フラッシュ 或る伝記』白水社、2020年。ISBN 978-4560072295。
- 岩崎雅之 訳『フラッシュ ある犬の伝記』幻戯書房〈ルリユール叢書〉、2021年。ISBN 978-4864882156。

## 推薦文献
- 井上美沙子「エリザベス—フラッシュ—そしてヴァージニア」『ヴァージニア・ウルフ研究』第5巻、1988年、30-44頁、doi:10.20762/woolfreview.5.0_30。
- 岩田託子「『フラッシュ ある犬の伝記』 : 執筆の動機について」『ヴァージニア・ウルフ研究』第10巻、1993年、1-12頁、doi:10.20762/woolfreview.10.0_1。
- 近藤章子「ウルフの小説に見られる反劇場性 : 『フラッシュ』と『ウィンポール街のバレット家』」『ヴァージニア・ウルフ研究/』第27巻、2010年、1-15頁、doi:10.20762/woolfreview.27.0_1。
- 森田由利子「『フラッシュ―或る伝記』に描かれたエリザベス・ブラウニング」『言語と文化』第17巻、関西学院大学言語教育研究センター紀要委員会、2014年、41-57頁。
- 大西祥惠「Flushにおける「匂いの世界」」『英語英米文学論輯：京都女子大学大学院文学研究科研究紀要』第18巻、2019年、51-61頁。
- 榊原理枝子「ヴァージニア・ウルフ『フラッシュ : 或る伝記』におけるエリザベス・バレット・ブラウニングの侍女と伝記作家」『専修人文論集』第105巻、2019年、247-266頁、doi:10.34360/00010760。